# Werner von Erdmannsdorff
Werner von Erdmannsdorff (27 juillet 1891 – 5 juin 1945) est un général allemand de la Wehrmacht pendant la Seconde Guerre mondiale. Il est récipiendaire de la Croix de chevalier de la croix de Fer.
Erdmannsdorff se rend aux troupes britanniques en mai 1945. Il est extradé vers la Yougoslavie et fusillé le 5 juin 1945 à Ljubljana, aux côtés des généraux Gustav Fehn, Friedrich Stephan (de) et Heinz Kattner (de).
.

## Biographie
Werner von Erdmannsdorff est le fils de Heinrich von Erdmannsdorff (de) (né en 1852), bailli royal saxon et Rittmeister, et de son épouse Gertrud, née von Schönberg (née en 1865) de la branche de Kreipitzsch. Il est le frère aîné du général Gottfried von Erdmannsdorff.
Erdmannsdorff s'engage le 1er octobre 1910 comme volontaire d'un an dans le 13e bataillon de chasseurs à pied (de) de l'armée saxonne et devient lieutenant début août 1912.

## Récompenses
- Croix de chevalier de la croix de fer le 8 mars 1942, en tant qu'Oberst et commandant de l'Infanterie-Régiment 30.